# Guineu voladora de l'illa Kosrae
La guineu voladora de l'illa Kosrae (Pteropus ualanus) és una espècie de ratpenat de la família dels pteropòdids. És endèmica de Kosrae (Micronèsia). No se sap gaire cosa del seu hàbitat natural, però es creu que prefereix els boscos humits tropicals i els boscos d'aiguamoll. Està amenaçada per la caça furtiva, els fenòmens meteorològics extrems i la desforestació.